# Horst Koschka
Horst Koschka (Altenberg, 8 de septiembre de 1943) es un deportista alemán que compitió para la RDA en biatlón.
Participó en los Juegos Olímpicos de Sapporo 1972, obteniendo una medalla de bronce en la prueba por relevos. Ganó una medalla de bronce en el Campeonato Mundial de Biatlón de 1970.

## Palmarés internacional
| Juegos Olímpicos   | Juegos Olímpicos   | Juegos Olímpicos  | Juegos Olímpicos |
| Año                | Lugar              | Medalla           | Prueba           |
| ------------------ | ------------------ | ----------------- | ---------------- |
| 1972               | Sapporo (Japón)    | Medalla de bronce | Relevos          |
| Campeonato Mundial |                    |                   |                  |
| Año                | Lugar              | Medalla           | Prueba           |
| 1970               | Östersund (Suecia) | Medalla de bronce | Relevos          |